# Javalí Viejo
Javalí Viejo es una pedanía perteneciente al municipio de Murcia (España). Cuenta con una población de 2308 habitantes (INE 2022) y una extensión de 4,27 km². Se encuentra a unos 3,6 km de Murcia, en la margen izquierda del río Segura.
La localidad es conocida popularmente como "El Lugarico". En ella se encuentra la Contraparada, el azud que sirve de nacimiento de las acequias mayores de la huerta de Murcia.

## Geografía
Limita con:
- al norte: municipio de Molina de Segura
- al este: Guadalupe y La Ñora
- al oeste: Javalí Nuevo
- al sur: Puebla de Soto y municipio de Alcantarilla.

## Toponimia
Su nombre deriva de Yabal-Ayl (Monte del ciervo), siglo XIII.

## Riada de Santa Teresa
La Riada de Santa Teresa fue la inundación que tuvo lugar el 15 de octubre de 1879 en la cuenca del río Segura, la que hasta la fecha cuenta con los registros más altos de caudal en las ciudades de Murcia y Orihuela. Las precipitaciones fueron muy copiosas en Murcia, Almería y Alicante. Se estima que en la cabecera del Guadalentín llegaron a caer 600 mm en tan solo una hora, una intensidad rara vez alcanzada en un episodio torrencial. Este río alcanzó un caudal en Lorca de 1.450 m³/s, desbordándose y causando grandes daños en toda su cuenca. También los ríos Mundo, Alhárabe, Argos, Quípar y Mula tuvieron fuertes crecidas. Así, se originó una enorme riada que llegó a los 1.890 m³/s en la capital murciana y que se estima superó los 2.000 m³/s en Orihuela. La inundación arrasó el Valle del Guadalentín, y toda la Vega del Segura, con cuantiosas pérdidas humanas y materiales. Las cifras de la catástrofe fueron impresionantes con más de 1000 muertos: 761 en Murcia, 300 en Orihuela, 413 en Lorca, 54 en Nonduermas, 51 en Javali Viejo, 2 en Librilla y 1 en Cieza. Además fueron destruidas 5.762 viviendas y barracas en Murcia y Lorca y 22.469 animales perecieron por el desastre. El pueblo quedó gravemente dañado por la riada. 54 habitantes del pueblo murieron y el coste de las reparaciones fue de 2.000.000 de reales.

## Lugares de interés
- Antigua Fábrica de la Pólvora de Santa Bárbara, reabierta en gran parte por General Dynamics, tras un acuerdo con Defensa. Sólo es visible el pabellón de gobierno desde el exterior;
- El Puente de la Pólvora;
- Mirador de la Asomá;
- Azud o Sangrador de la Contraparada;
- Torre de los Felices o Camino de las Palmeras;
- Iglesia de la Purísima;
- Plaza Fontes (en la que está la Iglesia);
- Noria (Parque del pueblo)
- La Primorosa, donde se encuentran los santos que procesionan en el pueblo.

## Fiestas
Las fiestas principales de Javalí Viejo se hacen en honor de su patrón, el Corpus Christi. En los últimos años, la Asociación de Fiestas ha decidido, por cuenta propia, cambiar la fecha unas semanas antes o después. Se realizan todo tipo de actos culturales, festivos, siendo los más reseñables las carrozas y el posterior concierto. 
Procesionamos el día del Corpus Christi con el Señor por las calles de Javalí Viejo en unas fiestas organizadas por la Hermandad de Hermanos del Señor. 
El día 8 de diciembre celebramos a nuestra Patrona, la Inmaculada Concepción. Desde el día 29 de noviembre hasta el 7 de diciembre se le realiza Solemne Novenario en su honor culminando con la Función Solemne el día de su onomástica. 
La bella imagen, que preside el presbiterio de la Iglesia dedicada a Ella, fue Coronada Canónicamente por el Obispo de la Diócesis, Don Juan Antonio Reig Pla, el 8 de diciembre de 2007. 
Además contamos con las Fiestas de los Auroros durante el mes de octubre. Los Auroros, muy tradicionales por sus cantos en la Huerta de Murcia, festejan a su Titular con un encuentro de Auroros que se realiza el segundo domingo de octubre.

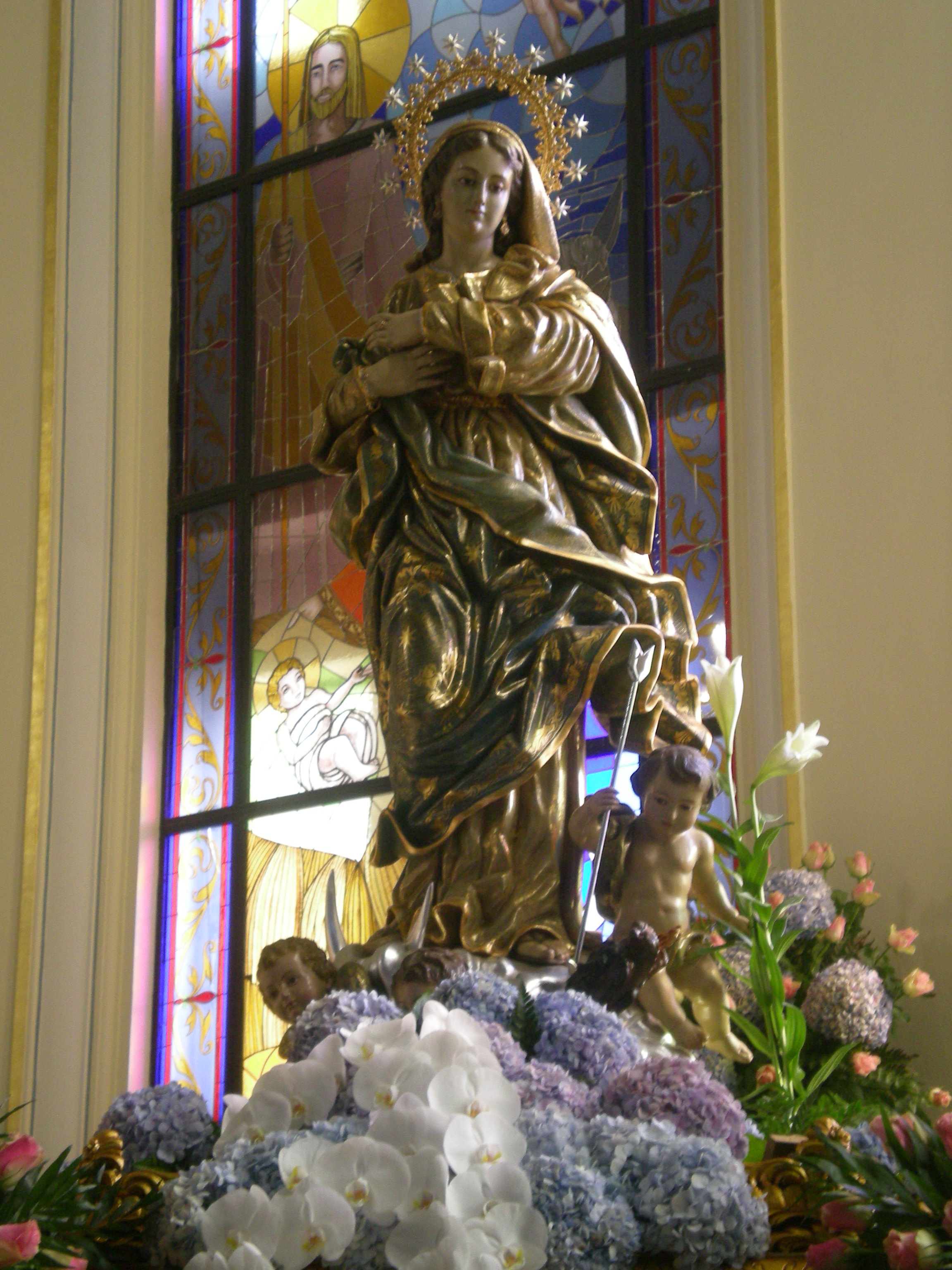
Inmaculada Concepción, patrona de Javalí Viejo, preparada para su fiesta.
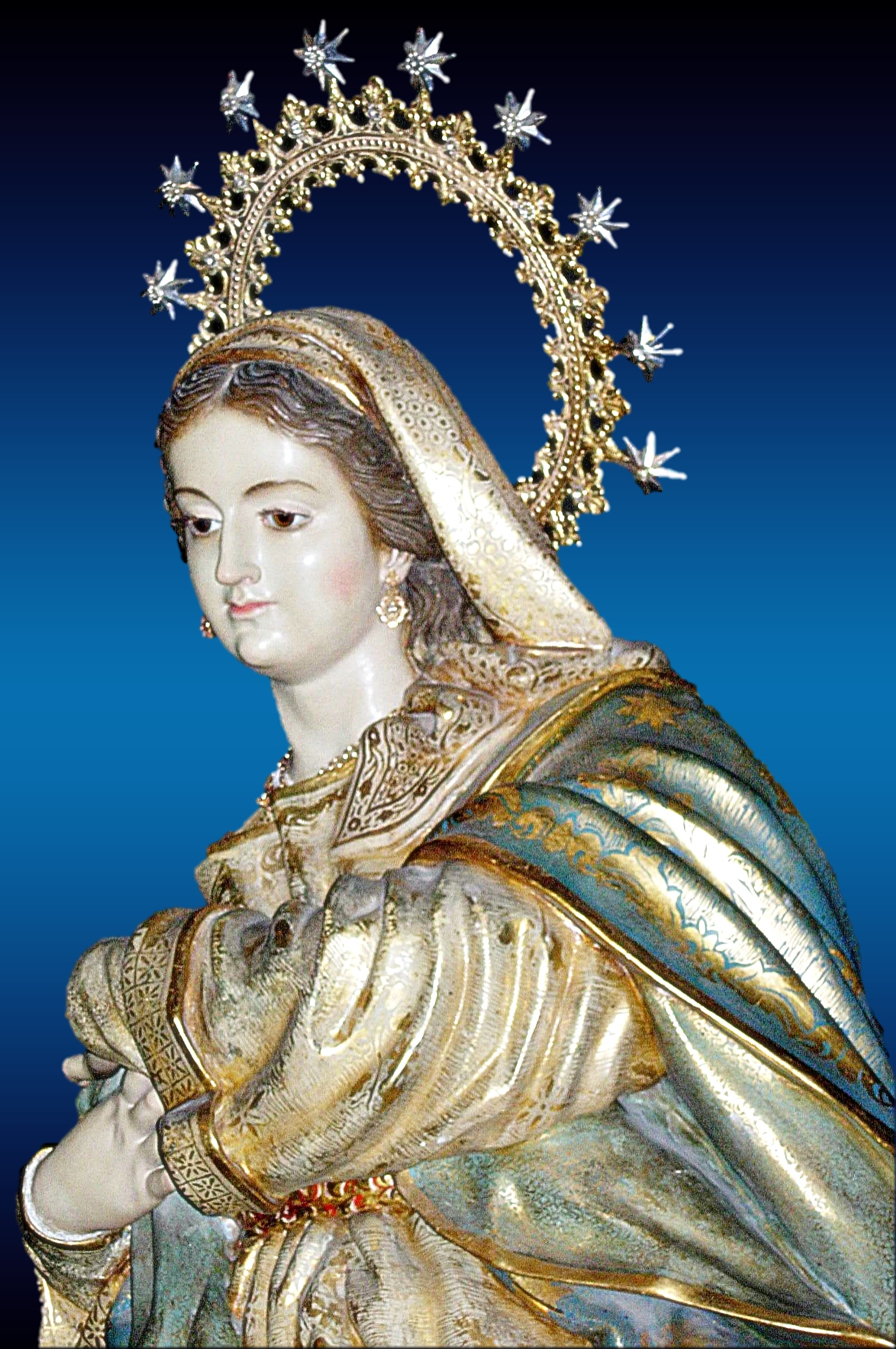
Inmaculada Concepción, patrona de Javalí Viejo (Murcia, España),obra de Francisco Liza Alarcon.
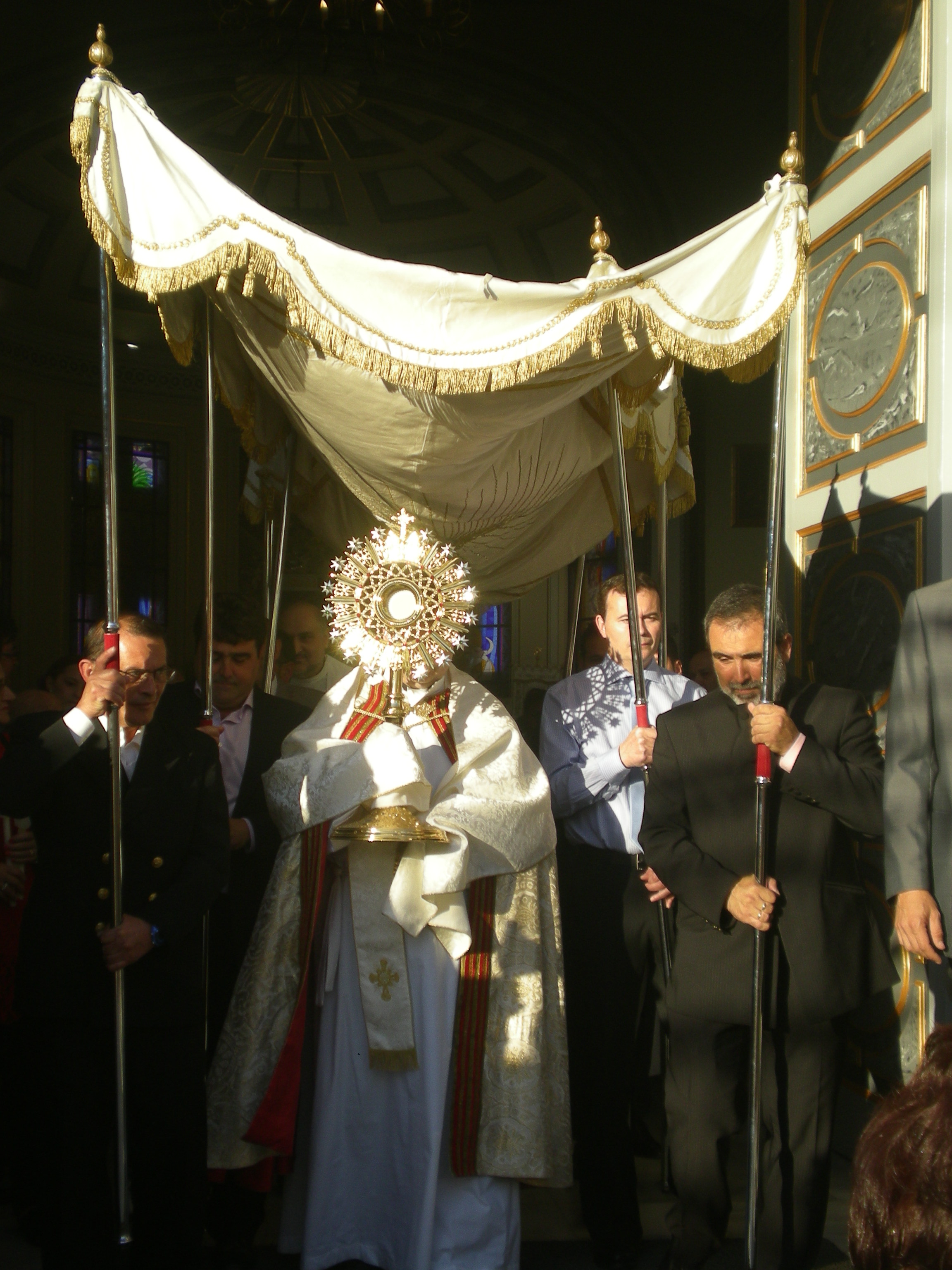
Procesión del Corpus Christi, patrón de Javalí Viejo.
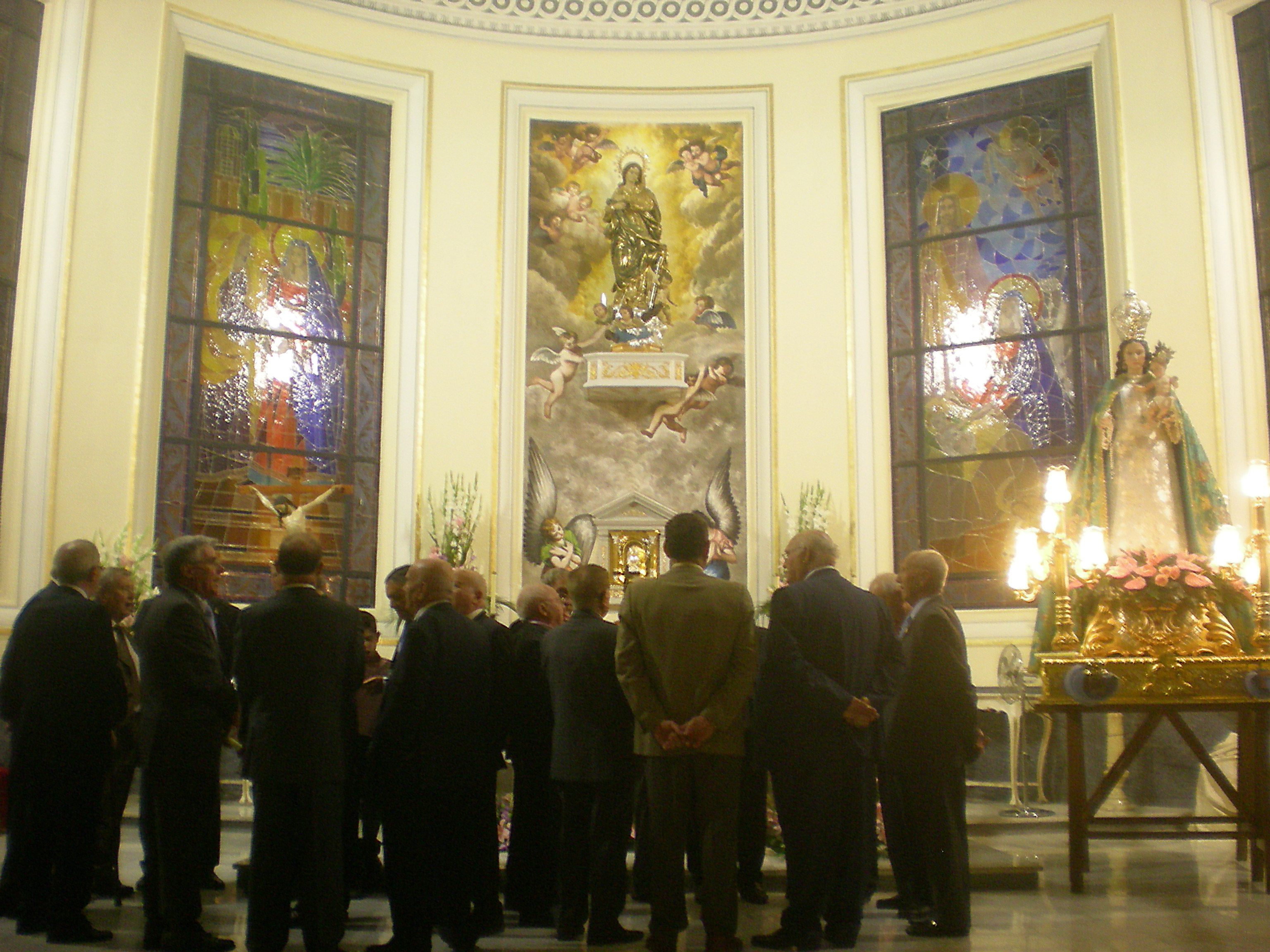
Encuentro anual de Auroros. Campana Virgen del Rosario.

## Personajes Ilustres
- Don Nicolás Fontes y Álvarez de Toledo (Capitán de Artillería)
- José María Hellín LasHeras (Párroco internacional)
- Emilio Sánchez Baeza (Escritor ilustre)
- Pedro Castaño Nicolás (Violinista)
- Salvador Nicolás Arnaldos (Pintor)